# Habitatge unifamiliar al carrer Verge de la Salut, 5-7 (Sant Feliu de Llobregat)
L'Habitatge unifamiliar al carrer Verge de la Salut, 5-7 és una obra de Sant Feliu de Llobregat (Baix Llobregat) protegida com a Bé Cultural d'Interès Local.

## Descripció
Conjunt format per dos habitatges unifamiliars entre mitgeres amb local comercial en la planta baixa. El núm. 5 té l'accés a l'habitatge pel local comercial, mentre que el número 7 te accessos independents. El tractament del primer pis, amb balcó corregut i dues balconades a cada casa, i la coincidència d'alçada dels ràfecs, decorat amb mènsula el del núm. 5, i amb sanefes ceràmiques el 7, dona un cert aire d'uniformitat al dos edificis.